# Zsófia hannoveri választófejedelemné
Zsófia pfalzi hercegnő (Hága, 1630. október 14. – Hannover, 1714. június 8.) cseh királyi hercegnő, Ernő Ágost hannoveri választófejedelemmel 1658-ban kötött házassága révén hannoveri választófejedelemné. V. Frigyes cseh király és Skóciai Erzsébet királyi hercegnő (I. Jakab angol király és Oldenburgi Anna királyné leánya) tizenkettedik gyermeke és ötödik, egyben legkisebb leánya.
A brit trón örökösnője, két hónappal Anna brit királynő előtt halt meg, így nem érhette meg, hogy királynő legyen belőle, viszont 1714-től tőle származnak az angol és skót (brit) királyok egészen napjainkig.

## Élete
Zsófia 1650 és 1658 között Heidelbergben élt és nevelte az unokaöccsét, Károlyt és az unokahúgát, Erzsébet Saroltát. 1658  október 17-én volt az esküvője Ernő Ágosttal, aki 1662-ben Osnabrück püspök-fejedelme lett. 1679-ben a család átköltözött Hannoverbe. Ernő Ágostot I. Lipót császár szolgálatai jutalmául 1692. december 9-én választófejedelemmé tette.
1701-től a brit trón kijelölt örököse volt. Ennek az Act of Settlement 1701 szerzett érvényt, amely máig Zsófia leszármazottainak utódlását írja elő. (Azért volt szükség a trónöröklési rend megváltoztatására, mert Anna brit királynő 1714. augusztus 1-jén gyermektelenül halt meg, így félő volt, hogy halálával kihal a Stuart-ház.) Zsófia kilenc gyermeket szült házassága 39 éve alatt. Halála után fia, György Lajos herceg került az angol és skót korona egyesítésével az 1707-ben létrehozott Nagy-Britannia Egyesült Királysága élére, I. György néven, a Hannoveri-dinasztia első tagjaként.

## Gyermekei
1. György Lajos (1660. május 28. – 1727. június 11.), I. György néven 1714. augusztus 1-től Nagy-Britannia királya, 1682. november 22-én pedig nőül vette cellei Zsófia Dorottya hercegnőt, aki két gyermeket szült neki, György Ágostot (a későbbi II. György brit király) és Zsófia Dorottyát (I. Frigyes Vilmos porosz király hitvese)
2. Frigyes Ágost (1661. augusztus 3. – 1690. december 31.), a St. Georgen-i ütközetben esett el, 29 éves korában
3. egy halvaszületett fiú (1664 februárja)
4. Miksa Vilmos (1666. december 13. – 1726. július 16.) birodalmi marsall, a hannoveri csapatokat vezette csatába a spanyol örökösödési háború folyamán, soha nem nősült meg, s gyermektelenül halt meg
5. egy halvaszületett fiú (1666. december 13.), Miksa Vilmos ikertestvére
6. Zsófia Sarolta (1668. október 30. – 1705. január 21.), I. Frigyes porosz király második hitvese lett 1684-ben, akinek két fiút szült, Frigyes Ágostot és Frigyes Vilmost (a későbbi I. Frigyes Vilmos porosz király)
7. Károly Fülöp (1669. október 3. – 1690. december 31.), a Birodalmi Hadsereg ezredese, aki a pristinai csatában halt meg, 21 évesen
8. Krisztián Henrik (1671. szeptember 19. – 1703. július 31.), a munderkingeni csata közben belefulladt a Dunába
9. Ernő Ágost (1674. szeptember 7. – 1728. augusztus 14.), 1716. június 29. óta York és Albany 1. hercege és Ulster 4. grófja volt, soha nem házasodott meg, és gyermeke sem született